# Charadronota eximia
Charadronota eximia är en skalbaggsart som beskrevs av Gilbert John Arrow 1922. Charadronota eximia ingår i släktet Charadronota och familjen Cetoniidae. Inga underarter finns listade i Catalogue of Life.